# شعب شمر (الحيمة الداخلية)
شعب شمر هي إحدى قرى عزلة بني الحذيفي بمديرية الحيمة الداخلية التابعة لمحافظة صنعاء، بلغ تعداد سكانها 174 نسمة حسب تعداد اليمن لعام 2004.